# 顶新乡
顶新乡，是中华人民共和国四川省资阳市安岳县曾经下辖的一个乡。2019年12月，撤销顶新乡，将其所属行政区域划归石羊镇管辖。

## 行政区划
顶新乡撤销前下辖以下地区：
成凤村、民乐村、猫坝村、天成村、青松村、黑山村、银岩村、朝门村、三洞村、碉楼村和中心村。